# Callixte-Victor Cirot
Pour les articles homonymes, voir Cirot.
Callixte-Victor Cirot, mort en Égypte en 1801, est un mécanicien français.
Il fait partie de l'Expédition d'Égypte.
Nicolas-Jacques Conté organise des ateliers sur l'île de Roudah, près du Caire. Cirot est nommé chef de l'atelier des instruments de géographie et de topographie.
Il meurt de la peste en 1801.